# Samolaco
Samolaco (Samolich in dialetto locale, Summus Lacus in latino) è un comune italiano sparso di 2 890 abitanti della provincia di Sondrio in Lombardia.
A differenza delle altre due frazioni Era e San Pietro, la frazione di Somaggia si trova sul lato opposto della valle.
Il Municipio di Samolaco è sito nella frazione di Era. 
L'attuale Sindaco è Livio Scaramella che è il sindaco più giovane d’Italia con un'età di 21 anni.

## Storia

### Le origini
Samolaco era anticamente bagnata dall'estremità nord del lago di Como, all'epoca in cui questo si estendeva fino all'attuale lago di Mezzola (il nome latino Summus Lacus significa appunto "capo del lago"). Il territorio era già abitato a partire dal Neolitico, ciò è testimoniato da delle incisioni rupestri rinvenute sul territorio. L'origine dei primi abitanti rimane, tuttavia, incerta a causa della mancanza di fonti certe. Gli storici hanno opinioni discordanti riguardo a una possibile presenza dei Reti, popolazione di origine etrusca, nel territorio di Samolaco; tale ipotesi viene avvalorata da alcuni toponimi.

### Il periodo romano
Durante il dominio romano la Valchiavenna godette di una relativa indipendenza, sebbene la Tabula Clesiana, documento che attestava che la Valchiavenna era un municipium di Como, fosse ancora in vigore nel 16 a.C. La valle venne divisa in nuclei amministrativi detti vici-fundi, che accorpavano sia terre che uomini di un determinato territorio di fronte al fisco romano. Dopo la discesa dell'imperatore romano Augusto ci fu un periodo di tranquillità e si verificò una progressiva latinizzazione delle parlate della valle.
Da Samolaco, in epoca romana, passava la via Spluga, strada romana che metteva in comunicazione Milano con Lindau passando dal passo dello Spluga. Il Cristianesimo si insediò, forse già dal primo secolo d.C., nei territori di Samolaco; secondo la tradizione cattolica proprio in queste zone avvenne il martirio di san Fedele alla cui memoria sorge oggi il tempietto di San Fedelino.

### Le invasioni barbariche
Il territorio di Samolaco fu interessato, dopo il 350, dall'invasione degli Alemanni che vennero però sconfitti nel 368 da Valentiniano I. Nel 401 il generale romano Stilicone scacciò, poi, dalla Valchiavenna il re barbaro Alarico. In seguito attraversarono il territorio anche gli Ostrogoti, i Goti, i Bizantini e i Franchi. 
A partire dal 728 il territorio di Samolaco fu interessato dalla dominazione dei Longobardi, ne rimane forse testimonianza in alcuni termini dialettali.

### Periodo carolingio e Ottoni
Nell'800 Carlomagno venne incoronato Imperatore del Sacro Romano Impero. Egli promosse, attraverso la Valchiavenna, i legami economico-politici tra il territorio italiano e la Rezia. Successivamente il potere passò al figlio Ludovico il Pio e infine al nipote Lotario I a cui venne affidato il territorio italiano. Nel 895, quando era al potere Berengario I, le corti di Riva e Samolaco vennero donate all'allora regina Anna.
Negli anni successivi il controllo della Valchiavenna passò agli Ottoni. Nel 964 a Samolaco avvenne il ritrovamento delle presunte spoglie di san Fedele e fu così costruito in quegli anni, per volere del vescovo di Como Waldone, l'oratorio di San Fedele; in un documento risalente al 973 la "Pieve di Samolaco" viene citata con il nome di "Pieve di S.Fedele di Samolaco".

### Dopo il Mille
Intorno al Mille venne introdotto il contratto della enfiteusi, fu anche permessa la compra-vendita dei terreni. Sopravvissero però anche le proprietà collettive, le vicanalia, proprietà dei vici, e le conceliba, che appartenevano, invece, alla plebs. La conceliba venne in seguito detta Comunia e dalla necessità di amministrare i beni comuni nacque il Comune. 
Chiavenna nel 1097 divenne libero comune con propri consoli, a Samolaco venne posta una sede un distaccamento della sua guardia civica. In precedenza la Pieve di Samolaco era affidata al Vescovo di Como che vi aveva eretto un castello, distrutto da una frana nel 1060. Venne poi nuovamente costruito un castello-fortezza che controllava gli accessi dal Lago di Como.
Nel 1210 ci fu una spartizione della Valchiavenna in due zone, Sud-Ovest e Nord-Est tra il vescovo di Como e i consoli di Chiavenna, Samolaco venne affidato al vescovo di Como.
Anche Como venne interessata dallo scontro tra Guelfi e Ghibellini. Nel 1282 i Rusconi, importante famiglia ghibellina, distrussero il palazzo vescovile. In quel periodo veniva praticata un'agricoltura di sussistenza, la pastorizia, la produzione di carbone e la raccolta di castagne. Nel 1301 Samolaco diventa un comune indipendente con un proprio console. Il console veniva eletto ogni anno a rotazione tra i capofamiglia provenienti dalle diverse frazioni. 
Seguì poi un periodo di stabilità sotto il dominio dei Visconti che si interessarono del recupero dell'antica strada che dall'alto Lario arrivava fino a Chiavenna passando per Samolaco.
Nel 1447 il potere passò a Francesco Sforza, sotto il quale continuò un periodo di benessere che si manifestò nell'aumento della popolazione e all'introduzione dei primi cognomi. 
A partire dal XV secolo inizia il declino della Pieve di Samolaco, che allora comprendeva anche i territori di Gordona e di Novate Mezzola, nei primi del '400 abbondanti detriti sabbiosi e ghiaiosi seppellirono la chiesa di San Giovanni all'Archetto che fu interessata da lavori di soprelevazione che permisero che venisse officiata fino al 1424. Il letto dell'Adda cambiò corso in seguito all'alluvione del 1520 e la melma che si depositò nei territori di Samolaco spostò le rive del lago più a Sud. L'alluvione ebbe effetti devastanti sulla antica via Regina che cadde in rovina..

### Simboli
Il 26 settembre 1933 venne effettuata dall'allora podestà del comune di Samolaco la richiesta per la concessione dello stemma che comprendeva elementi che facevano riferimento all'antico feudo (un castello), tenuto dalla famiglia Del Pero per conto del vescovo di Como, e al martirio di san Fedele (le palme del martirio) avvenuto in questo territorio e il cui corpo 700 anni dopo fu transportato a Como dal vescovo Ubaldo.
Stemma e gonfalone vennero concessi con regio decreto dell'11 febbraio 1941.
Lo stemma era: Troncato: al primo d'argento, al castello al naturale terrazzato di azzurro; al secondo di rosso, a due palme al naturale incrociate. Capo del Littorio: di rosso (porpora) al Fascio Littorio d'oro circondato da due rami di quercia e d'alloro, annodati da un nastro dai colori nazionali. Ornamenti esteriori da Comune.
Il gonfalone era un drappo troncato di bianco e di rosso riccamente ornato di ricami d'argento.
In data 8 maggio 1946 vennero cancellati dal sopra citato decreto a cura dell'Ufficio Araldico i riferimenti al regime fascista. In seguito ad alcune modifiche i simboli del comune attuali sono stati concessi con decreto del Presidente della Repubblica del 9 settembre 1999.
Stemma
Gonfalone

## Società

### Evoluzione demografica
Abitanti censiti